# レジンキャスト
レジンキャストとは、主として工業デザイン試作や歯科技工などの分野で用いられる、少量生産向きの合成樹脂の成型方法である。

## 概要
合成樹脂の成型方法としては、加熱すると液体になる熱可塑性樹脂を金型に高圧で流し込み冷却硬化させる「射出成型」を用いることが多い。この方法は大量生産に向くが、金型の作成に費用がかかり、また高温高圧を用いる成型設備が必要であるため少量生産には向かない。そのため、少量生産については、常温では液体で、硬化剤を混合することで重合して固体となる熱硬化性樹脂を、シリコーンゴム型・プラスチック型・蝋型などに、常温常圧、あるいは射出成型と比べるとはるかに低い温度・低い圧力で流し込む「レジンキャスト」という製法が用いられる。
この製法は古くから、歯科技工の分野で入れ歯を製作する際に採用されており、後に他の分野にも波及した。工業用途以外には模型製造などにも転用されている。
日本の模型趣味界では、一般的な「合成樹脂の成型方法」を意味する言葉ではなく、主にガレージキットで使用される「二液混合重合型の熱硬化性樹脂」という別の意味でこの語が用いられていることがある。
近年では原型の製作に3DCADで設計して3Dプリンタで出力する事例もある。

### 利点と欠点
この成型方法は、個々の成型物単位では射出成型とは比べものにならないほど高コストとなる一方、初期投資額をおさえることができるため、少量生産向きである。また、歯科技工用などの一品生産にも向いている。逆に大量生産にはまったく不向きである。これは自動化されている射出成形に対して注型作業に人手を要する事や、ある程度の技術を要する事などから、型が注型樹脂に侵されるために寿命が極めて短い事、硬化に時間がかかるため冷えれば固まる射出成型と比較すると生産性が低いなどが理由である。また、高圧で金型に射出する射出成型と比較して軟質の型に低圧で樹脂を流すため、細部の鋳型の再現にも劣る。軟質の型を使用するため抜き勾配を考慮しなくてもよく、比較的複雑な形状の製品を分割せずに作れる。
有機溶剤が成型品の内部に残留している場合、経年変化により変形するが、一定の温度で加熱処理することによりある程度軽減する事ができる。

## 使用する材料

### 使用する型
主にシリコーン (シリコーンゴム) が用いられる。軟質の型であれば抜き勾配も必要なく、従来であればスライド型を使用するような物も作れる。但し、耐久性は金型に劣る。シリコーンが普及する前は天然ゴムを加熱重合する事でゴム型を製作していた。この場合、原型は耐熱性の素材でなければならなかった。シリコーンゴムが普及してからは原型の素材は耐熱性の素材である必要は無くなり、特別な加熱装置等を必要としなくなったため、個人製作によるガレージキットが普及した。

### 注型する樹脂
レジンキャストに使用される樹脂は、二液混合型のウレタン樹脂、エポキシ樹脂、不飽和ポリエステル樹脂などがある。いずれも液体状ではあるが、かなり粘性が高く流動性の低いものが多い。そのため、揮発性の溶剤を混合させて流動性を高めたものもある。

#### ウレタン樹脂
常温で液体の主剤と硬化剤に分かれており、その二つを攪拌混合することで重合させて固体とする。硬化時間は数分から10分程度で、硬化前は透明な液体であるが硬化後はベージュ色・ピンク色・白色など不透明の固体となる。
粘性は高く、そのままでは常温常圧での重力注型ができないため、模型製作用に発売されているものには、しばしば大量の揮発性溶剤が混合されている。揮発性溶剤の混合は流動性の改善には役立ち、常温常圧での重力注型法での成型を可能とするが、固化した樹脂から長期にわたり溶剤が揮発し、成型物の体積が減じることで歪むといった問題も引き起こす。
また、揮発性溶剤が含まれたウレタン樹脂は、真空注型には用いることができない。真空注型では型内部を減圧することにより、揮発性溶剤が沸騰してしまうためである。無溶剤のウレタン樹脂は、流動性が低く真空注型などの手法が必要となる反面、成型物の安定性は比較的高度なものとなる。
人体に害のあるキシレンをのぞいたノンキシレンタイプが主流となっている。

#### エポキシ樹脂
常温で液体の樹脂と硬化剤に分かれており、その二つを攪拌混合することで重合させて固体とする。硬化時間は10分から数時間程度で、硬化剤の選択や量の管理で硬化時間を変えることができる。硬化前は透明な液体であり、硬化後も透明性を保つが、やや暖色系の色合いを持つことが多い。
粘性は高く、そのままでは常温常圧での重力注型は困難であり、またウレタン樹脂と比較すると硬化時間が長いことから生産性が落ちる。しかし、十分に重合硬化させた場合には非常に安定した樹脂となるという特徴も持つ。模型製造用などとして揮発性溶剤を混入したものは発売されていないが、アクセサリー・ブローチ製作用に低粘度・注型用のエポキシ樹脂が市販されている。また、グラスファイバーや炭素繊維と組み合わせて繊維強化プラスチックに使用されることもある。

#### 不飽和ポリエステル樹脂
常温で液体の樹脂と硬化剤に分かれており、その二つを攪拌混合することで重合させて固体とする。透明度が高いという特長を持つが、重合硬化時の縮みが大きく、寸法安定性などについては問題がある。しばしば揮発性溶剤が混合された状態で販売されているため、硬化後も溶剤の揮発に伴い、徐々に変形する。

## 成型方法
常温常圧で樹脂自身の重さによって型に流し込む重力注型法や、型と樹脂を真空容器にいれて減圧し大気圧で押し込む真空注型法などがある。

### 重力注型法
鋳型の上から樹脂を流し、樹脂の重さによって型の中に樹脂を行き渡らせる方法。鋳鉄による鋳物の製造法と類似したものである。特別な設備がいらない反面、「流動性の悪い樹脂だと型のすみずみまで樹脂が行き渡らない」「気泡が残留することがある」といった欠点を持つため、あまり精度が高いものは作れない。

#### トップゲート方式
樹脂を流し込む湯口からつらなる注型口 (ゲート) を型部分の上部に誘導し、樹脂を流し込む方式。注型口そのものが空気抜きになることが多くシリコーン型も小さくすむ反面注型口を大きくしなければならず、原型のディテールを損なう場合がある。また注型時に気泡が発生しやすい。

#### アンダーゲート方式
樹脂を流し込む湯口からつらなる注型口 (ゲート) を型部分の下部に誘導し、樹脂を流し込む方式。注型口とは別に空気抜きの穴を設けなければならないため、型割りが複雑になるうえシリコーン型が大型になる。しかし注型口は比較的小さくすることが出来、原型のディテールが複雑な場合は効果的である。また注型時の気泡は湯口に集中するため、成型物の仕上がりはトップゲート方式と比較し良くなる。

### 真空注型法
精密な成型物を求められる場合には、しばしば真空注型法が用いられる。
真空注型法は、鋳型と樹脂を真空槽の中において減圧し、その後大気圧に戻すという方法である。減圧する段階で気泡の原因となる型内の空気が抜け、大気圧に戻す時点で大気圧によって樹脂が押し込まれる。流動性の低い樹脂を使うことができ、型のすみずみまで樹脂が行き渡ることなどもあり、高い精度の成型品を得ることができる反面、真空ポンプや真空槽などの設備が必要になる。
近年では個人、中小企業向けとして、真空ポンプと真空槽を一体とした真空脱泡機が市販されている。

### 遠心法
上下に分離する円盤状の型を作り、中心に樹脂を注いでからターンテーブルで回転させる事により樹脂を遠心力によって細部まで行き渡らせる方法。成型物が回転軸を中心として対称になるように配置する必要がある。対称ではない場合は重量バランスが崩れて回転時に振動する。